# Прозор (Оточаць)
44°50′ пн. ш. 15°16′ сх. д. / 44.84° пн. ш. 15.26° сх. д.
Прозор (хорв. Prozor) — населений пункт у Хорватії, у Лицько-Сенській жупанії у складі міста Оточаць.

## Населення
Населення за даними перепису 2011 року становило 893 осіб.
Динаміка чисельності населення поселення:

## Клімат
Середня річна температура становить 8,61 °C, середня максимальна – 22,28 °C, а середня мінімальна – -6,76 °C. Середня річна кількість опадів – 1335 мм.
| Клімат поселення                              | Клімат поселення | Клімат поселення | Клімат поселення | Клімат поселення | Клімат поселення | Клімат поселення | Клімат поселення | Клімат поселення | Клімат поселення | Клімат поселення | Клімат поселення | Клімат поселення | Клімат поселення |
| Показник                                      | Січ.             | Лют.             | Бер.             | Квіт.            | Трав.            | Черв.            | Лип.             | Серп.            | Вер.             | Жовт.            | Лист.            | Груд.            |                  |
| Середній максимум, °C                         | 5,61             | 6,89             | 9,91             | 13,73            | 18,60            | 22,28            | 22,13            | 21,74            | 17,51            | 12,95            | 8,00             | 4,18             |                  |
| Середня температура, °C                       | −0,58            | 0,71             | 3,72             | 7,55             | 12,41            | 16,11            | 18,27            | 17,88            | 13,65            | 9,08             | 4,14             | 0,32             |                  |
| Середній мінімум, °C                          | −6,76            | −5,48            | −2,46            | 1,38             | 6,24             | 9,92             | 14,41            | 14,02            | 9,80             | 5,22             | 0,28             | −3,54            |                  |
| Норма опадів, мм                              | 95               | 95               | 98               | 109              | 99               | 101              | 68               | 86               | 132              | 152              | 167              | 133              |                  |
| Середньомісячна швидкість вітру, м/с          | 2.09             | 2.24             | 2.50             | 2.42             | 2.23             | 2.05             | 2.01             | 1.92             | 1.96             | 2.07             | 2.29             | 2.30             |                  |
| Середньомісячна сонячна радіація, кДж/м²·день | 4505             | 7256             | 10585            | 15089            | 19182            | 20919            | 22864            | 19653            | 14340            | 9203             | 4875             | 3772             |                  |
| --------------------------------------------- | ---------------- | ---------------- | ---------------- | ---------------- | ---------------- | ---------------- | ---------------- | ---------------- | ---------------- | ---------------- | ---------------- | ---------------- | ---------------- |
| Джерело:                                      |                  |                  |                  |                  |                  |                  |                  |                  |                  |                  |                  |                  |                  |